# Roštilj
Roštilj je metod kuvanja, način hranjenja i naziv za obrok ili okupljanje (roštiljanje, roštilj[ij]ada) na kojem se hrana ovako priprema i servira.
Roštilj se može odnositi na sam metod kuvanja, meso pripremljeno — ne nužno kuvano — na ovaj način, ’spravu’ za kuvanje odnosno pečenje koja se koristi („roštiljski gril” ili samo „roštilj”), ili pak na tip društvenog događaja na kojem je prisutan ovaj tip kuvanja. Roštiljanje se obično vrši napolju, uglavnom pečenjem na rešetki roštilja i uz dimljenje mesa nad drvetom ili ugljem. U restoranu s roštiljem može se kuvati naveliko, na roštiljima oblepljenima specijalno dizajniranim ciglama ili pak u metalnim pećima sa pločom. Roštiljanje se praktikuje u mnogim delovima sveta i postoje brojne regionalne varijacije.
Tehnike roštiljanja uključuju dimljenje, pečenje ili prženje, grilovanje ili kuvanje. Originalna tehnika je kuvanje korišćenjem dima na niskim temperaturama i dugim vremenom kuvanja (nekoliko sati). Pečenje može da se obavlja takođe i u pećima, konvekcionim metodom na srednjim temperaturama, s prosečnim vremenom kuvanja od oko sat. Grilovanje se vrši direktnom toplotom, obično blizu iznad vatre, nekoliko minuta. Kuvanjem se kombinuje direktna, ’suva’ toplota uglja; kuva se na rebrastoj površini sa posudom s vodom koja služi kao izvor pare.